# アテネ地下鉄3号線
アテネ地下鉄3号線（ギリシア語: Γραμμή 3 του μετρό της Αθήνας）はOASAが運営するアテネ地下鉄の路線。この路線の最初の開業は、2000年1月28日にシンタグマ駅からエスニキ・アミナ駅までの区間である。

現在は市立劇場駅から、ニカイア駅やエガレオ市のアギア・マリーナ駅を経てアテネ市街地中心部を東西に横断し、アテネ国際空港までの45kmで運営されている。
ドゥキシス・プラケンティアス駅から先はギリシャ国鉄 プロアスティアコス（近郊鉄道）の軌道に乗り入れて、同線の列車と軌道を共用する形でアテネ国際空港まで運行されている。

## 運行形態
アギア・マリナ駅とドゥキシス・プラケンティアス駅間の列車の運行頻度は次の通り。なお、ドゥキシス・プラケンティアス駅とアテネ国際空港間の運行頻度は終日30分に1本である（2014年夏ダイヤ）。
| 平日        | 平日    | 土曜・日曜  | 土曜・日曜 | 金曜・土曜 深夜 | 金曜・土曜 深夜 |
| ----------- | ------- | ----------- | ---------- | --------------- | --------------- |
| 05:30-06:00 | 6本/時  | 05:30-09:00 | 6本/時     |                 |                 |
| 06:00-07:00 | 12本/時 | 05:30-09:00 | 6本/時     |                 |                 |
| 07:00-17:30 | 13本/時 | 09:00-17:00 | 9本/時     |                 |                 |
| 17:30-20:30 | 12本/時 | 17:30-0:20  | 6本/時     |                 |                 |
| 20:30-22:00 | 9本/時  | 17:30-0:20  | 6本/時     |                 |                 |
| 22:00-0:20  | 6本/時  | 17:30-0:20  | 6本/時     |                 |                 |
|             |         |             |            | 00:20-02:20     | 4本/時          |

主要駅であるシンタグマ駅の平日の始発・終電の時刻は次の通り（2014年夏ダイヤ）。
| 行先                           | 始発時刻 | 終電時刻 |
| ------------------------------ | -------- | -------- |
| アテネ国際空港行き             | 05:40    | 23:06    |
| ドゥキシス・プラケンティアス止 | 05:32    | 00:20    |
| アギア・マリナ方面             | 05:30    | 00:07    |